# CMS Made Simple
CMS Made Simple (сокращённо CMSMS) — система управления сайтом, при помощи которой можно создавать сайты, оформлять их дизайн и расширять функциональность. Система может быть расширена при помощи модулей и тегов и подходит как для управления небольшими сайтами, так и для настройки целых порталов.
Система шаблонов в системе построена на HTML и CSS. К системе прилагаются стандартные шаблоны и стили.
CMS написана на языке PHP и является свободным программным обеспечением, распространяемым под лицензией GPL. Для поддержки механизма шаблонов используется Smarty

## Системные требования
- Linux/UNIX, Windows или Mac OS
- Apache 1.3 / 2 или IIS 5+
- PHP 7.0+ (рекомендовано PHP 8)
- MySQL 3.23 или 5.0+

## Награды
- Packt Publishing | 2007 Most Promising Open Source CMS — 3rd Place
- Packt Publishing | 2008 Most Promising Open Source CMS — 2nd Place
- Packt Publishing | 2008 Best PHP Open Source CMS  — 2nd Place
- Packt Publishing | 2010 Open Source CMS — Winner